# Cerre-lès-Noroy
Cerre-lès-Noroy is een gemeente in het Franse departement Haute-Saône (regio Bourgogne-Franche-Comté) en telt 220 inwoners (2011). De plaats maakt deel uit van het arrondissement Vesoul.

## Geografie
De oppervlakte van Cerre-lès-Noroy bedraagt 9,8 km², de bevolkingsdichtheid is 22,4 inwoners per km².
De onderstaande kaart toont de ligging van Cerre-lès-Noroy met de belangrijkste infrastructuur en aangrenzende gemeenten.

## Demografie
Onderstaande figuur toont het verloop van het inwonertal (bron: INSEE-tellingen).